# 邦德氏兵鯰
邦德氏兵鯰，為輻鰭魚綱鯰形目美鯰科的其中一種，為熱帶淡水魚。分布於南美洲委內瑞拉Yuruari河流域，體長可達4.7公分，棲息在底層水域，生活習性不明，可做為觀賞魚。

## 扩展阅读
維基物種上的相關：邦德氏兵鯰